# 科克維爾鎮區 (密歇根州)
科克維爾鎮區（英語：Kochville Township）是位於美國密歇根州薩吉諾縣的一個行政鎮區。

## 地方資料
科克維爾鎮區的面積為48.69平方千米，當中陸地面積為48.10平方千米，而水域面積為0.59平方千米。根據2020年美國人口普查的數據，當地共有人口4911人，而人口密度為每平方千米100.86人。